# Cicadoidea
Cicadoidea – nadrodzina pluskwiaków z podrzędu cykadokształtnych, tradycyjnie zaliczanego do piewików.
Dawniej w obrębie Cicadoidea wyróżniano do 6 rodzin. Współcześnie wyróżnia się tylko dwie: Tettigarctidae i piewikowate (cykadowate). Analizy filogenetyczne Cryana i Svensona wskazują jako ich najbliższych krewnych Cercopoidea. Linie ewolucyjne Cicadoidea i Cercopoidea rozeszły się około 244 milionów lat temu.
Pluskwiaki o ciele długości od 10 do 110 mm. Na dużej głowie obok pary oczu złożonych występują trzy przyoczka, rozmieszczone na ciemieniu na planie trójkąta. Larwy (nimfy) przechodzą rozwój w glebie, gdzie żerują wysysając soki z korzeni roślin. Charakterystyczna jest dla nich obecność odnóży grzebnych. Dorosłe owady nie potrafią skakać i znane są ze zdolności do wydawania dźwięków. U Tettigarctidae tymbale (narządy dźwiękowe) występują u obu płci, ale są słabo rozwinięte. U piewikowatych tymbale mają tylko samce, ale są one lepiej rozwinięte, a wydawane dźwięki wzmacnia pudło rezonansowe w postaci pustych przestrzeni odwłoka.
Przedstawiciele nadrodziny najliczniej występują w klimatach ciepłych. Piewikowate są kosmopolityczne, a Tettigarctidae są endemitami Australii. W Polsce stwierdzono 4 gatunki.